# Romeinse mythologie
Het begrip Romeinse mythologie is tweeledig. Het ene deel bestaat uit ontleningen uit de Griekse mythologie. Het andere deel, meestal ouder, was wellicht geïnspireerd door de Etrusken of andere Italische volkeren.

## Het karakter van de vroege Romeinse mythen
De oudste, archaïsche Romeinen geloofden in natuurgoden: zo aanbaden ze bronnen, wouden en natuurverschijnselen zoals bliksem. De Romeinse dichters begonnen de mythologie te ontlenen aan het Grieks model in de laatste periode van de Romeinse Republiek. De Romeinen hadden geen goden die vergelijkbaar waren met de Griekse Titanen, of de verleiding van Zeus door Hera. Ze hadden echter wel:
- een sterk ontwikkeld systeem van rituelen, priester colleges en groepen van godheden die aan elkaar verwant waren;
- een rijke verzameling van historische mythen, die handelden over de opkomst van de stad, voornamelijk bestaande uit menselijke helden, met een enkele maal een goddelijke interventie.

### Vroege mythologie over de goden
Het Romeins model dacht op een andere manier over de goden dan de Grieken. Zou men een Griek naar Demeter vragen, dan zou hij vertellen over het bekende verhaal van haar verdriet over Persephone, die geschaakt was door Hades.
Een oude Romein zou echter vertellen dat Ceres een officiële priester had, flamen genoemd, die een junior was ten opzichte van de flamens van Jupiter, Mars en Quirinus, maar een senior ten opzichte van de flamens van Flora en Pomona. Ook zou hij vertellen dat Ceres samen met Liber en Libera de goden van de landbouw waren. Hij zou zelfs alle lagere goden oplepelen met speciale functies richting Ceres, zoals Sarritor (de wieder), Messor (om te oogsten), Convertor (om te vervoeren), Conditor (voor de opslag) en Insitor (voor het zaaien) en tientallen meer. De archaïsche Romeinse "mythologie" bestond dus niet uit verhalen over de goden, maar uit relaties tussen de goden onderling en tussen goden en mensen.
De oorspronkelijke godsdienst van de vroege Romeinen werd later gewijzigd door de toevoeging van talloze, zelfs conflicterende, geloven in latere tijden. Zo kregen veel overgenomen Griekse goden een Romeinse naam. Het weinige dat van de vroegere Romeinse mythologie bekend is werd later opgeschreven, door schrijvers die de oude tradities wilden behouden, zoals de geleerde Marcus Terentius Varro uit de 1ste eeuw voor Christus. Andere klassieke schrijvers, zoals de dichter Ovidius werden sterk door de Hellenistische modellen beïnvloed. In hun werken vulden zij gaten in kennis op met elementen uit het Griekse godsgeloof.

### De Romeinse geschiedenis
De vroege geschiedenis van Rome stond vol legenden. De koningen Romulus, Remus en Numa hadden een vrijwel volledig mythisch karakter. Een goed voorbeeld van een Trojaanse mythische figuur is Aeneas, die de voorouder werd van Romulus en Remus. De Aeneïs en de eerste boeken van Livius zijn de beste bronnen voor deze menselijke mythologie.

## Oorspronkelijke Romeinse goden
Bij de oude rituelen van de vroege Romeinen wordt duidelijk onderscheid gemaakt in drie klasse goden, namelijk de di indigetes, de novensides en de novensiles.
De indigetes waren de oorspronkelijke goden van de Romeinse staat, en hun namen en karakter worden aangeduid met de titels van de vroegste priesters en door de vaste festivals. Dertig van deze goden werden geëerd met een speciaal festival.
De novensides waren latere godheden, die in de stad werden geïntroduceerd in de historische periode, meestal op een bekende datum en als antwoord op een specifieke crises of een gevoelde noodzaak. Naast dezen waren er veel gespecialiseerde goden, die verband hadden met belangrijke activiteiten, zoals het oogsten. Zulke goden kunnen ondergebracht worden onder een term zoals hulpgodheid, die opdrachten van de hogere goden uitvoerden. De vroege Romeinse cultus was daardoor niet zozeer polytheïstisch, maar eerder polidemonisch: de ingeschakelde grootheden waren voor hun aanbidders weinig meer dan hun naam en functie, en de macht van deze demonen was sterk gespecialiseerd.
De indigetes en hun festivals laten echter zien dat de Romeinen niet alleen leden van een landbouwgemeenschap waren, maar dat ze ook dol waren op vechten, en vaak in oorlogen betrokken waren. De goden Ianus en Vesta bewaakten bijvoorbeeld respectievelijk de deur en de haard. De Laren beschermden het veld en de woning, Pales het weiland, Saturnus het zaaien, en Ceres het groeien van het graan. Pomona beschermde het fruit, Consus en Ops de oogst. Zelfs de koninklijke Jupiter, de heerser van alle goden, werd vooral geëerd voor de hulp die zijn regen gaf aan de boerderijen en wijngaarden. Jupiter werd bovendien gezien als de regisseur van alle menselijke activiteit en als beschermheer van de Romeinen in hun militaire activiteiten buiten hun eigen grondgebied. De goden Mars en Quirinus werden vaak met elkaar vereenzelvigd. Mars was de god van de jonge mannen en hun bezigheden, met name de oorlog; hij werd in maart en oktober vereerd. Quirinus wordt tegenwoordig gezien als de beschermheer van het leger in tijden van vrede.
Aan het hoofd van het vroegste pantheon stond de triade Jupiter, Mars en Quirinus. Hun priesters, flamens, waren dus van de hoogste stand. Ook Janus en Vesta stonden hoog in de rangorde. Deze goden hadden een weinig individueel karakter, en hun persoonlijke geschiedenissen bevatten geen huwelijken of afstamming. Zij functioneerden, in tegenstelling tot de Griekse goden, niet net zoals stervelingen en er bestaan dus weinig verhalen van hun activiteiten. Deze oude godsdienst werd in verband gebracht met Numa Pompilius, de tweede koning van Rome, van wie men geloofde dat hij als partner en adviseur de Romeinse godin Egeria had, de godin van de bronnen en de geboorte. In latere literaire bronnen wordt zij beschreven als nymf.

## Importgoden in Rome
Terwijl de Romeinen de omliggende gebieden veroverden, absorbeerden zij ook de lokale goden die daar vereerd werden. Deze kregen dezelfde eer als de vroegere goden die in verband stonden met de Romeinse staat. De nieuwe goden werden formeel uitgenodigd om een woonplaats te kiezen in nieuwe heiligdommen in Rome. Zo werd in 203 v.Chr. het cultusbeeld van Cybele van het Phrygische Pessinos verhuisd naar Rome, en ceremonieel verwelkomd. Daarbij trok de groei van de stad ook vreemdelingen aan, die werd toegestaan hun eigen goden te aanbidden. Op deze manier kwam Mithras naar Rome. Zijn populariteit in de Romeinse legioenen had tot gevolg dat de Mithrasdienst zich uitspreidde tot in Engeland.

## Festivals
De Romeinse religieuze festivals weerspiegelden de Romeinse gastvrijheid voor cultussen en godheden uit veroverde gebieden. Er zijn slechts enkele oorspronkelijk Romeinse festivals bekend. Enkele van de oudste festivals bleven echter bestaan tot aan het eind van het heidense Romeinse Rijk, waarmee de herinnering aan de vruchtbaarheids- en verzoeningsrites van het primitieve volk van landbouwers werd bewaard. Nieuwe festivals werden geïntroduceerd tegelijk met de naturalisatie van nieuwe goden. Er waren uiteindelijk zoveel festivals, dat de kalender daarvoor niet genoeg dagen meer had. Er waren bijvoorbeeld de saturnaliën, de Lupercalia en de Equiria.

## Teruggang van de Romeinse godsdienst
Lucretius heeft geschreven over het onderscheid tussen filosofie, godsdienst, eredienst en bijgeloof dat werd gemaakt door de intellectuele Romeinen uit de 1ste eeuw v.Chr. Het overhevelen van het antropomorfische karakter van de Griekse naar de Romeinse goden, en de overheersende invloed van de Griekse filosofie, met name de Stoïcijnse had tot gevolg dat de oude riten steeds meer werden verwaarloosd. In de 1ste eeuw v.Chr. nam het belang van de oude priesterordes dan ook snel af, hoewel hun burgerlijk belang bleef bestaan. Vele patriciërs die vanuit hun stand verplicht waren om aan deze riten deel te nemen, hadden er geen geloof meer in, behalve misschien als politieke noodzaak. Niettemin bleven de positie Pontifex maximus en Augur belangrijke politieke posities. Julius Caesar gebruikte zijn verkiezing tot pontifex maximus in elk geval om de andere leden van de priesterstand te beïnvloeden. De grote massa van het niet opgeleide volk werd echter steeds meer geïnteresseerd in de vreemde rites die door soldaten en handelaren werden ingevoerd.
Keizer Augustus hervormde het oude systeem grondig, waarbij hijzelf ook toetrad tot alle priesterordes, daarbij vroomheid en religieuze discipline hoog in het vaandel nemend. Augustus zag dit als een maatregel tegen interne wanorde in het rijk. Juist tijdens deze periode werd de legende van de stichting van de stad Rome uitgebreid met de Trojaanse held Aeneas, bij de publicatie van het werk van Vergilius.
Ondanks de hervormingen door Augustus, ging de Romeinse godsdienst zich steeds meer om de keizers heen voegen, en Augustus werd dan ook zelf vergoddelijkt na zijn dood. De keizers Claudius, Vespasianus en Titus werden ook vergoddelijkt. Na de regering (96-98) van Marcus Cocceius Nerva viel deze eer echter nog slechts weinig keizers toe. Steeds meer vreemde godsdiensten werden populair, zoals de aanbidding van de Egyptische godin Isis en de hierboven al genoemde Mithras. Deze godsdiensten hadden een sterke betekenis voor de persoon die de god aanbaden zelf, in dat opzicht gelijksoortig aan het christendom. Ondanks willekeurige vervolgingen, die vooral plaatsvonden tijdens periodes van maatschappelijke onrust, zoals onder keizer Nero, groeide het aantal bekeerlingen tot het christendom gestaag. Het werd een officiële godsdienst onder Constantijn I, die als keizer regeerde van 324 tot 337. In het jaar 391 werden alle rites verboden door een edict van keizer Theodosius I. Vernietiging en ontheiliging van de tempels begon daarop direct, met de plundering van het Serapeum in Alexandrië als "aanmoedigend" voorbeeld.

## Goden voor elk wat wils
Toen Rome nog een klein dorpje was bij de Tiber, vereerden de Romeinen vooral goden die nauw waren met de natuur. Overal waar een Romein keek, zag hij een god. Alleen hadden die goden nog geen karakter of uiterlijk. Het waren gewoon figuurloze wezens. Er waren toen ook geen tempels, de natuur was immers de grootste en beste tempel. De belangrijkste waren Lares die het huis bewaakten, kruispunten, grenzen en ook voor de stad, en Penates die zorgde voor voedselvooraadkasten. Maar de Romeinen zagen het nog kleinschaliger. Zo waren er zelfs drie goden voor de deur: Forcules zorgde voor de deur zelf, Cardea zorgde voor de scharnieren en Limentinus voor de drempel. Een heel stel goden waakte over het welzijn van een klein kind: Cunina beschermde het in zijn wieg, Ossiagus was de god voor de eerste tandjes, Statilina voor de eerste pasjes, Potine en Educa waakten voor het goede voedsel en Fabulina leerde het de eerste woordjes. Fornax, de god van de oven, zorgde ervoor dat het graan niet verbrandde en Robigus voorkwam dat de oogst ging schimmelen... Kortom een hele stoet van goden.